# 小児はり

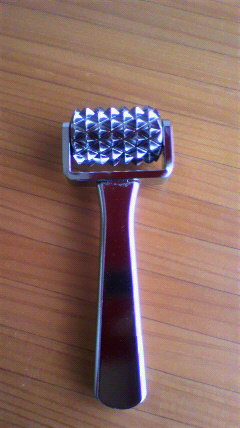
小児鍼に用いられる「ローラー鍼」

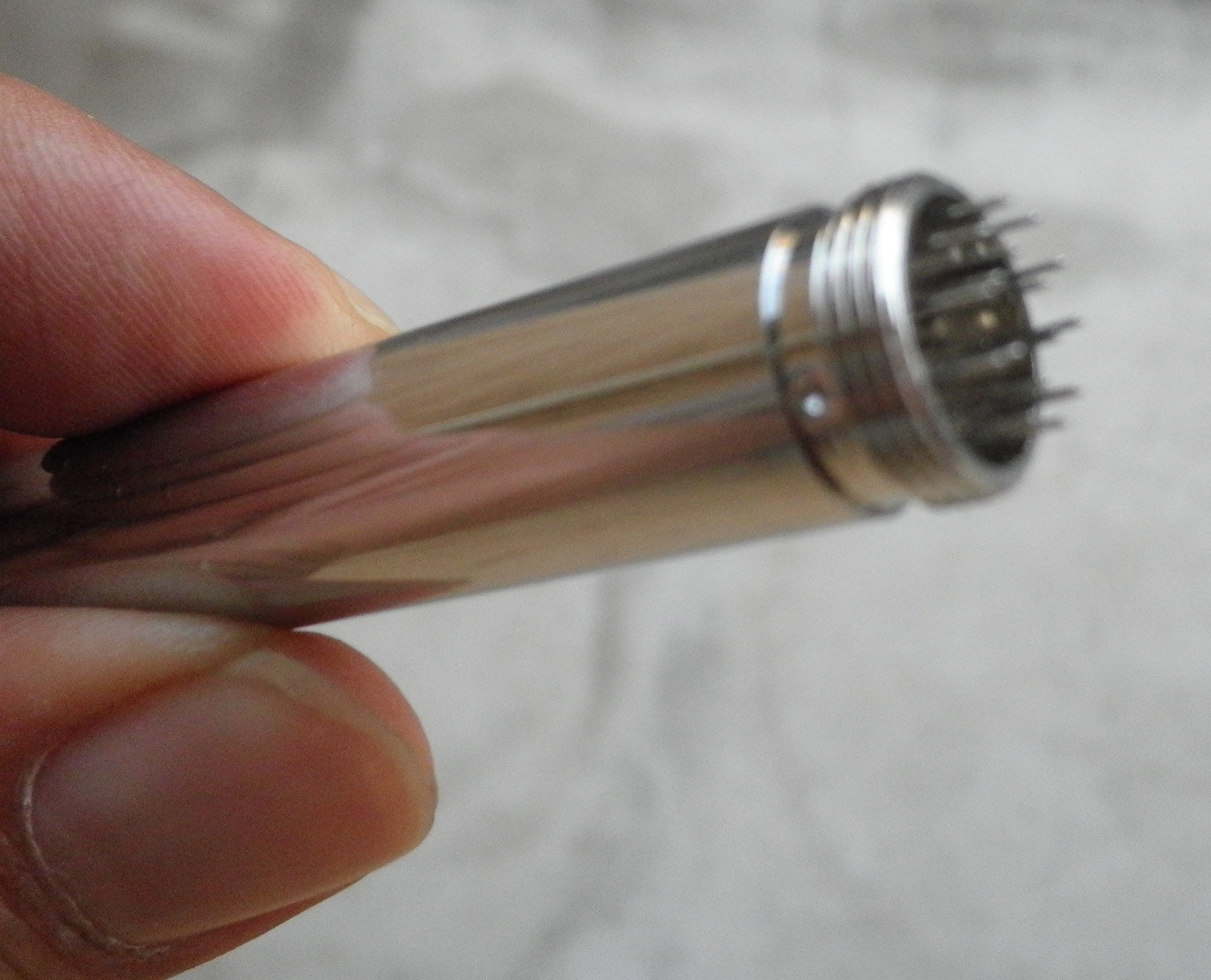
小児鍼に用いられる「集毛鍼」

小児はり（しょうにはり）とは、鍼灸療法の一分野である。「小児鍼」「小児針（しょうにしん」と表記されることもある。
小児はりは、主に大阪近辺の地域で発達した子どものためのはりである。1736年に発刊された文献鍼法弁惑に小児はりの記述が確認されているという。しかし日本でいつ頃創始されたのかは分かっていない。明治時代には小児はりの名家がいくつかあったが大正時代以降次第に普及するようになった。大正初期から昭和初期にかけて最も小児はりが盛んな時期であった。昭和20年代大阪では、「はり」といえば小児はりを指していた時代があった。小児はりは昭和30年代の国民皆保険制度などで、一時的に人気が衰えたが、臀部への注射による大腿四頭筋短縮症、強い新薬による副作用などに対する現代医学への不信、東洋医学ブームなどにより、現代も関西地方を中心にかなりの需要がある。
鍼灸師は、広告や看板などに書くことができる項目に、かなり厳しい規制があるが、「小児はり」を治療科目に加えることは、認められている。

## 小児はりの実際
小児はりは3つの領域がある。
1. 小児の疳あるいは「かんのむし」といわれている乳幼児期の夜驚症や夜泣き、引きつけ（けいれん）などの神経的な症状を目標としたもの
2. 夜尿症
3. 小児の疾病治療を目標とするもの

疳を目標とする鍼法は皮膚鍼が主体であることが多い。皮膚鍼とは小児の皮膚に軽い接触的刺激をおこない皮膚への鍼を刺さない（刺入しない）もので、鍉鍼（ていしん）という、米粒状の突起のついた鍼で強く押したり、車鍼というぎざのある車上のものを経絡に沿って回転させる鍼この鍼法は小児に好まれる気持ちのよい方法である。
小児の疾病治療を目標とするものは、病態に応じて刺入、接触、お灸等で疾病の治癒を図ることもある。

## イベント
広島県や徳島県の鍼灸師会では時折「親子スキンタッチ」などのイベントを開催している。歯ブラシやドライヤーなどを小児鍼の代用品としてお母さんたちに使用方法を覚えてもらい夜泣き、疳の虫などの治療を家庭で行えるようにして、乳幼児の頃から鍼灸に慣れ親しんでもらうことを目的にしている